# Пальяну
Пальяну (порт. Palhano)  —  муниципалитет в Бразилии, входит в штат Сеара. Составная часть мезорегиона Жагуариби. Входит в экономико-статистический  микрорегион Байшу-Жагуариби. Население составляет 8329 человек на 2006 год. Занимает площадь 442,785 км². Плотность населения — 18,8 чел./км².
Праздник города —  8 мая.

## История
Город основан 8 мая 1958 года. 

## Статистика
- Валовой внутренний продукт на 2003 составляет 13.428.250,00 реалов (данные: Бразильский институт географии и статистики).
- Валовой внутренний продукт на душу населения на 2003 составляет 1.626,88 реалов (данные: Бразильский институт географии и статистики).
- Индекс развития человеческого потенциала на 2000 составляет 0,649 (данные: Программа развития ООН).